# Walt Disney Concert Hall
Walt Disney Concert Hall es la cuarta sala de conciertos del Centro de Música de Los Ángeles. Está situada en la esquina de la calle Hope y Grand Avenue. La sala tiene un aforo de 2265 personas y sirve, entre otras cosas, de sede de la Orquesta Filarmónica de Los Ángeles y el Coro Magistral de Los Ángeles.

## Historia
Fue construido entre 1992 y el 2003 por la empresa Cosentini Associates y diseñada por el canadiense residente en California Frank Gehry. Su apertura se produjo el 23 de octubre de 2003, y está construida con su característico estilo de diseño en metal. 
Aunque el Museo Guggenheim Bilbao en España fue construido antes, los diseños de la Walt Disney Concert Hall son anteriores. Se atrasó su construcción por falta de fondos.
El diseño del interior ha sido considerado un gran logro por muchos arquitectos.[cita requerida] La acústica es mejor que la de su sala vecina, el Dorothy Chandler Pavilion.[cita requerida]
Para la ceremonia de inauguración se encargó una obra al compositor estadounidense John Adams, The Dharma at Big Sur.

## Galería de imágenes

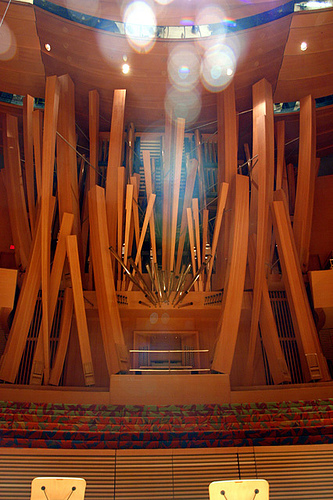
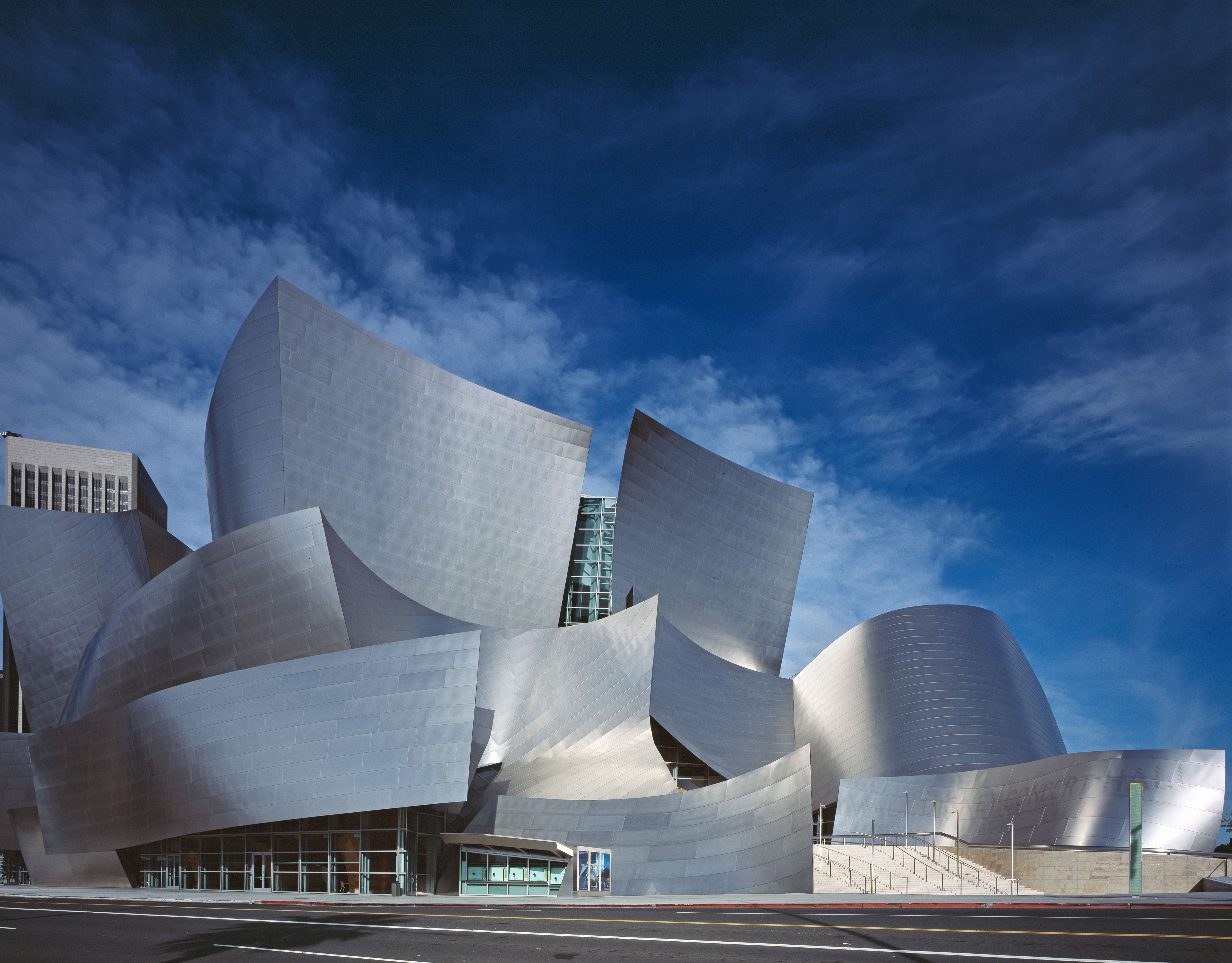
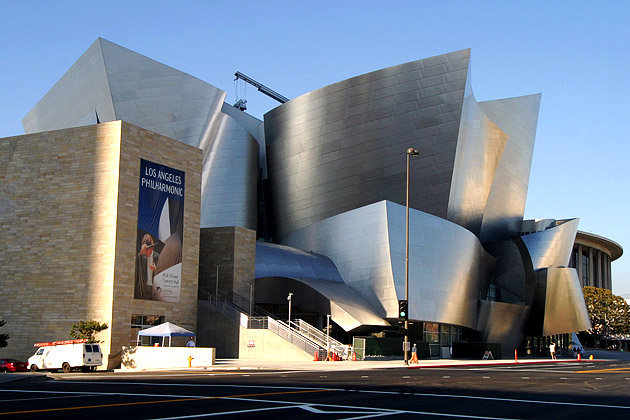
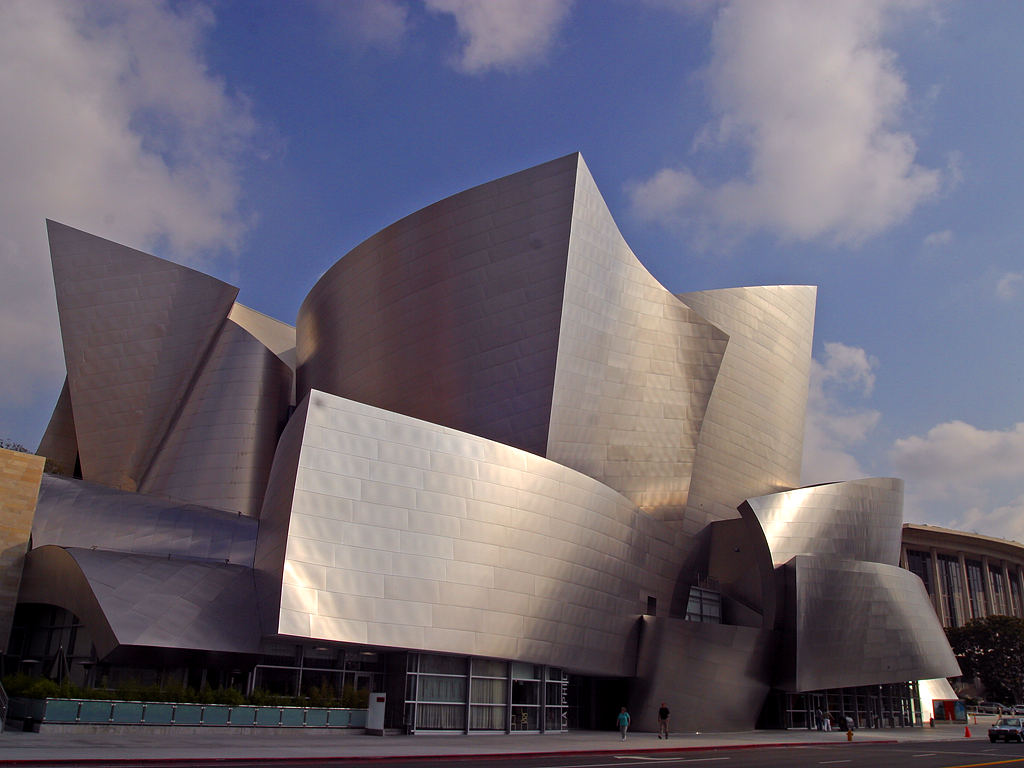
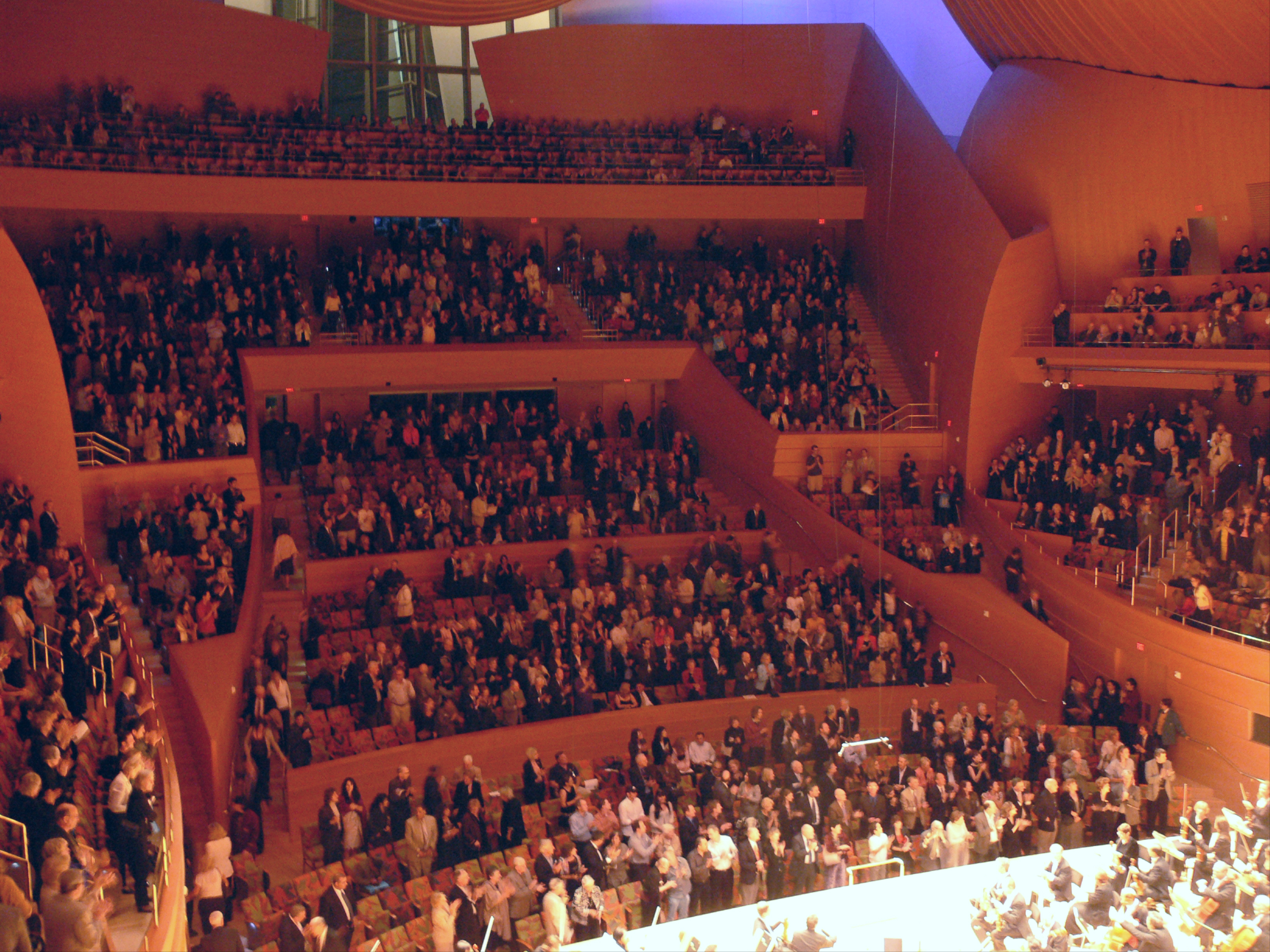
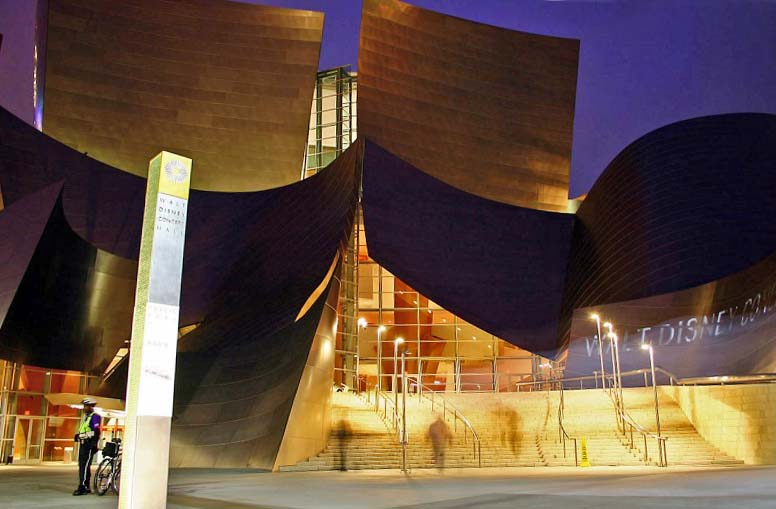